# Saint-Maurice-sur-Eygues
Saint-Maurice-sur-Eygues är en kommun i departementet Drôme i regionen Auvergne-Rhône-Alpes i sydöstra Frankrike. Kommunen ligger i kantonen Nyons som tillhör arrondissementet Nyons. År 2022 hade Saint-Maurice-sur-Eygues 795 invånare.

## Befolkningsutveckling
Antalet invånare i kommunen Saint-Maurice-sur-Eygues
Referens:INSEE